# Brennelement

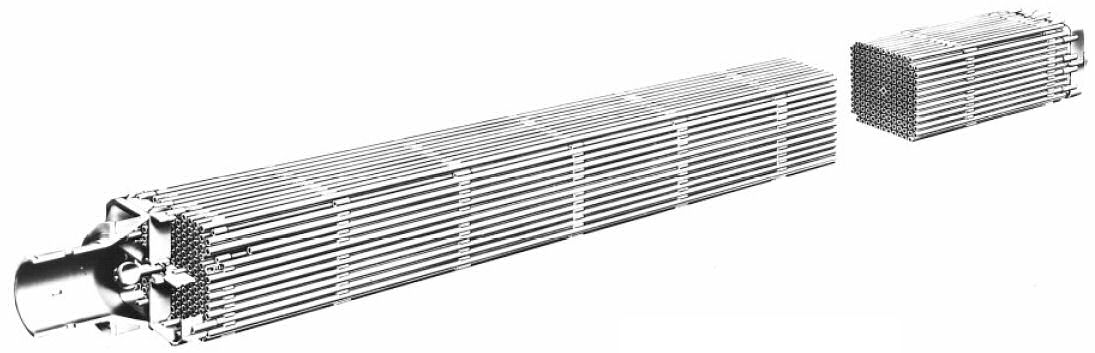
Brennelement für den Reaktor der Savannah mit 4 × 41 Brennstäben

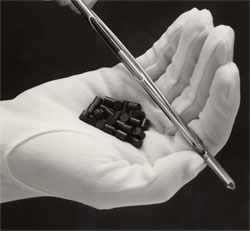
Ende eines Brennstabes mit Brennstoffpellets

Die Brennelemente sind wesentliche Bauteile eines Kernreaktors und bilden zusammen mit den sonstigen Einbauten den Reaktorkern. Sie enthalten den Kernbrennstoff.
Bei den meisten Leistungsreaktoren, also Anlagen zur Energiegewinnung, ist das einzelne Brennelement ein Bündel aus vielen dünnen Brennstäben, die vom Kühlmittel, in der Regel Wasser, umspült werden. Diese Anordnung ergibt eine genügend große Fläche für den Wärmeübergang. Die Temperatur, die beim Leistungsbetrieb an der Brennelementoberfläche entsteht, beträgt bis zu 600 °C, im inneren der Brennelemente ist sie höher. Die Stäbe enthalten den Kernbrennstoff, meist Uranoxid in Form zylindrischer Pellets. Andere Formen von Brennelementen gibt es jedoch bei Hochtemperaturreaktoren (siehe unten). Eine häufig im Einsatz befindliche Konfiguration sind die MOX-Brennelemente. Brennelemente werden in Brennelementefabriken hergestellt.

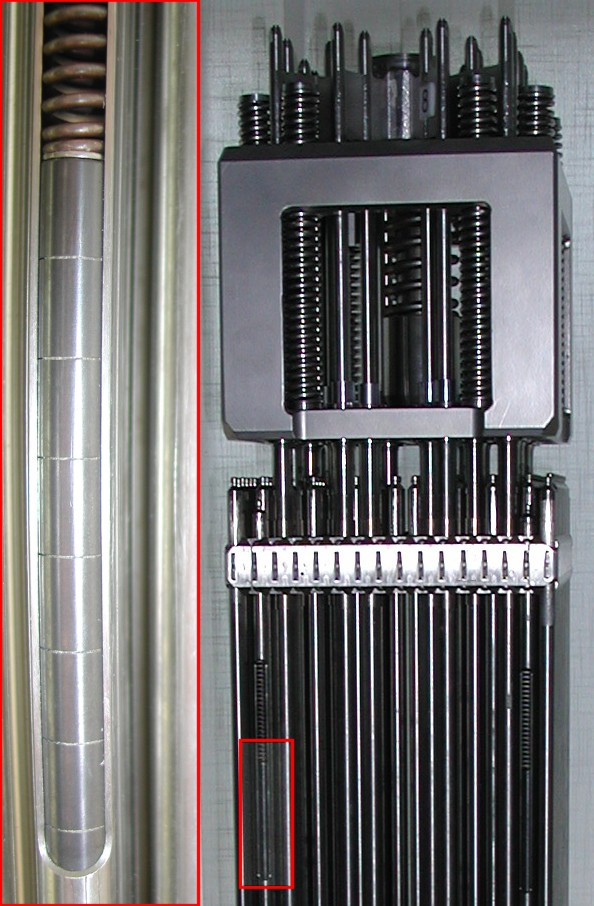
Oberes Ende eines Brennelementes, Ausschnitt links: Uranoxid-Tabletten (Pellets) in den Brennstäben

Eine Brennelementengruppe aus 4 Brennelementen und einem Regelstab

Kernzelle eines SWR-69 mit 4 Brennelementen und einem kreuzförmigen Steuerstab (1:1 Maßstab)

Auch bei Forschungsreaktoren mit ihrer relativ geringen Wärmeleistung sind verschiedene andere Brennelementformen möglich.

## Brennelemente-Typen
Je nach Reaktortyp haben die Brennelemente unterschiedliche Formen und Zusammensetzungen. Bei Reaktoren mit flüssigem Kühlmittel, deren Brennelemente in einem gemeinsamen Reaktordruckbehälter angeordnet sind – dazu gehören die nachstehend genannten Druckwasserreaktoren, Siedewasserreaktoren, aber auch Brutreaktoren – ist das Brennelement im Querschnitt quadratisch oder sechseckig, da mit einer solchen Form die Querschnittsfläche des Reaktors lückenlos ausgefüllt werden kann. Das Brennelement von Druckröhrenreaktoren hat dagegen, entsprechend der Form des Rohrs, kreisrunden Querschnitt (siehe z. B. CANDU). Bei gasgekühlten Reaktoren gibt es noch andere Brennelementformen.

### Druckwasserreaktoren
Brennelemente für Druckwasserreaktoren bestehen aus einem Bündel einzelner Brennstäbe, zwischen denen außerdem Führungsrohre für die von oben eingeführten Steuerstäbe sind. Ein solches Brennelement kann beispielsweise aus 236 Brennstäben und 20 Steuerstabführungsrohren in 16×16-Anordnung bestehen. Die Steuerstäbe des Steuerelements werden durch eine Spinne zusammengehalten und sind über den Querschnitt des Brennelements verteilt. Die Hüllrohre der Brennstäbe bestehen aus der Zirconium-Legierung Zirkalloy-4. Die Anreicherung des Brennstoffs beträgt etwa 3–4 %.

### Siedewasserreaktoren
Brennelemente für Siedewasserreaktoren bestehen ebenfalls aus einem Brennstabbündel, die Zahl der Brennstäbe pro Brennelement ist jedoch deutlich geringer (z. B. 63 Brennstäbe und ein sog. Wasserstab in 8x8-Anordnung).
Ein das Brennelement umschließender Kasten aus Zirkalloy bildet den Kühlkanal. Die Kästen von jeweils mehreren Brennelementen bilden den Führungskanal für einen von unten kommenden Steuerstab mit kreuzförmigem Querschnitt. Die Hüllrohre der Brennstäbe bestehen aus Zirkalloy-2. Die Anreicherung des Brennstoffs entspricht etwa der bei Druckwasserreaktoren.
Beispiele:
1. In dem Kernkraftwerk Biblis (Druckwasserreaktor) befinden sich in einem Reaktor 193 Brennelemente, von denen jedes aus 236 Brennstäben besteht. Jedes Brennelement hat eine Länge von 4905 mm, einen Querschnitt von 230 mm mal 230 mm und ein Gewicht von 830 kg.[2]
2. In dem Reaktor des Kernkraftwerkes Krümmel (Siedewasserreaktor) befinden sich 840 Brennelemente.[2]

### Hochtemperaturreaktoren

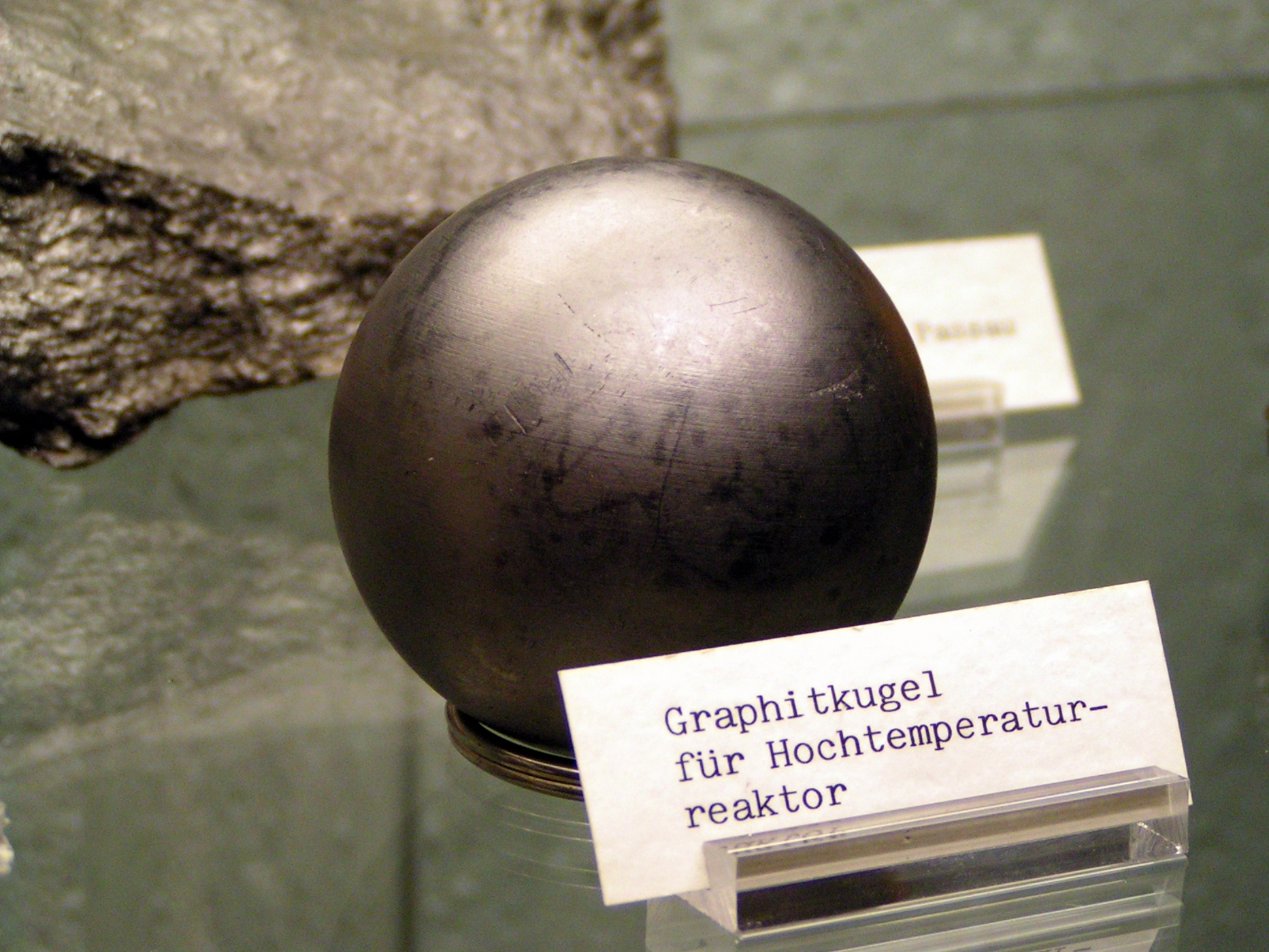
Brennelement des Kugelhaufenreaktors

Die Brennelemente des Hochtemperaturreaktors vom Typ Kugelhaufenreaktor nach Farrington Daniels bestehen aus Graphitkugeln von etwa 6 cm Durchmesser, in denen der Brennstoff in Form vieler kleiner Kügelchen aus Uran-Thorium-Oxid eingelassen ist, etwa 15.000 Kügelchen pro Kugelbrennelement mit einer Leistung von etwa 0,2 Watt pro Kügelchen. Jedes Kügelchen ist für sich mit einer keramischen Barriere umhüllt (so genannte coated particles, siehe Pac-Kügelchen). Laut Rudolf Schulten wirken die keramischen Umhüllungen der Kügelchen wie Mini-Containments, in denen Spaltstoff und Spaltprodukte in Mini-Mengen gepackt sind. Diese Umhüllung der Brennstoffkügelchen ist sehr widerstandsfähig gegenüber Temperaturbelastungen und hält auch bei hohen Temperaturen Schwermetalle und Edelgase zurück. Die Abfuhr der Nachzerfallswärme aus den Kugelbrennelementen erfolgt durch Strahlung und Leitung. Die robusten Kugelbrennelemente und deren bedarfsgerecht dimensionierte Anordnung sind wichtige Bausteine der Sicherheitsarchitektur des Kugelhaufenreaktors. Schulten verwies ab Mitte der 1980er Jahre auf das Potenzial des Kugelhaufenreaktors, die kernenergetisch abgebrannten Kugelbrennelemente ohne Zerlegung, d. h. in Gänze endzulagern, um so die Sicherheitsrisiken der physikalisch-chemischen Behandlung großer radioaktiver Mengen in Großanlagen der Wiederaufbereitung zu vermeiden. Schulten vertrat die Ansicht, dass die Graphitkugeln mit ihren keramisch umhüllten Brennstoffpartikeln wegen deren Festigkeit und Dichtigkeit eine Endlagerung in großen, geologischen Tiefen von etlichen 1000 Metern ohne Behandlung zulassen. Die Größe der Graphitkugeln ist nicht nur bestimmt durch ihre Funktion als Träger des Brennstoffs, sondern zusätzlich auch durch ihre Aufgabe als Moderator. Diese Kombination von Brennstoffträger und Moderator führt zu Volumina, die aus Gründen der Wirtschaftlichkeit unvorteilhaft für die direkte Endlagerung sein können. An der Entwicklung der Brennelemente waren staatliche Institutionen und Unternehmen aus Großbritannien, Schweden, den Niederlanden, Belgien, Frankreich, Italien, der Schweiz und Deutschland beteiligt, wesentlich gefördert durch Euratom. Die Brennelemente kamen zum Einsatz bei den Kugelhaufenreaktoren AVR in Jülich und THTR in Hamm-Uentrop, die beide seit 1988 stillgelegt sind. Auf diverse Probleme wies Rainer Moormann hin: Dazu gehören die Freisetzung einiger hochtoxischer Spaltprodukte wie Silber und Cäsium durch Diffusion und die Bildung von Stäuben durch den Abrieb der Graphitkugeln. Als weitere Sicherheitsprobleme müssen die Brennbarkeit der Graphitkugeln und ihre hohe Reaktionsfähigkeit mit Wasserdampf unter Bildung brennbarer Gase gesehen werden. In Europa wurde die Brennelemententwicklung für HTR ca. 1990 weitestgehend beendet. Auch die Entwicklung in Südafrika wurde 2010 eingestellt. Eine begrenzte Weiterentwicklung erfolgt in China, unter Berücksichtigung der an AVR und THTR gemachten Erfahrungen im Sinne der Behebung der dort identifizierten Probleme.
Der Brennstoff in den bisher verwirklichten Anlagen war überwiegend hoch angereichert. Das Uran ist in diesen Brennelementen der Spaltstoff (Anreicherung auf ca. 93 %), und Thorium ist der Brutstoff, aus dem im Betrieb 233U als weiterer Spaltstoff entsteht. Diese Brennelemente sind nicht unmittelbar waffenfähig, da sie nur zu ca. 10 % aus Uran und zu 90 % aus Thorium bestehen. Allerdings lässt sich das hochwaffenfähige Uran chemisch abtrennen. Wegen dieses Proliferationsrisikos musste ab ca. 1980 schrittweise auf niedrig angereicherten Brennstoff umgestellt werden.
In anderen Hochtemperaturreaktoren (in England und USA) wurden als kantige (prismatische) Stäbe geformte Brennelemente verwendet. Das Brennstoffmaterial enthielt teilweise ebenfalls Thorium und war ähnlich aus Graphit und coated particles aufgebaut.

## Abgebrannte Brennelemente
Beim Betrieb aller Kernkraftwerkstypen fallen abgebrannte Brennelemente an. Brennelemente, die ihren vorgesehenen Abbrand erreicht haben, müssen ausgetauscht werden.
Der Reaktorkern des Kernkraftwerkes Grafenrheinfeld z. B. enthielt 193 Brennelemente mit einem gesamten Brennstoffgewicht von 103 t, welche zunächst 4 Gew.-% 235U enthielten (Anreicherung).
Jährlich wurden während der Revision 40 Brennelemente ausgetauscht: Sie wurden im Abklingbecken des Kernreaktors gelagert, bis ihre Radioaktivität und ihre Wärmeproduktion hinreichend abgeklungen war, um sie weiter behandeln zu können.
In der Vergangenheit wurden abgebrannte Brennelemente häufig zur Wiederaufarbeitung ins Ausland gebracht. Dort wurden die Abfallstoffe mit Hilfe chemischer Verfahren von den noch im Brennelement enthaltenen wiederverwendbaren Kernbrennstoffen Uran und Plutonium getrennt.

In Deutschland sind Transporte in Wiederaufarbeitungsanlagen per Gesetz seit dem 1. Juli 2005 nicht mehr zulässig.
Eine andere, seither ausschließlich zu verfolgende Entsorgungsmethode ist die direkte Endlagerung. Dabei werden die abgebrannten Brennelemente geeignet verpackt und ohne vorherige Wiederaufarbeitung in ein Endlager gebracht. 
Häufig werden abgebrannte Brennelemente auch als ausgediente oder verbrauchte Brennelemente bezeichnet. Davon zu unterscheiden ist der Sammelbegriff bestrahlte Brennelemente. Dazu gehören neben den abgebrannten Brennelementen auch solche Brennelemente, die nur vorübergehend entladen wurden und wieder eingesetzt werden sollen, da sie ihren vorgesehenen Abbrand noch nicht erreicht haben.

## Brennelementesteuer
Die deutsche Bundesregierung (Kabinett Merkel II) gab im Juni 2010 bekannt, im Rahmen eines großen Sparpakets eine Brennelementesteuer zu planen.
Diese Steuer sollte jährlich 2,3 Milliarden Euro erbringen. 
Damit sollen die Betreiber von Atomkraftwerken in Deutschland (RWE, E.ON, EnBW und Vattenfall)
- zum einen an der Sanierung maroder Endlager beteiligt werden – und
- zum anderen wollte man einen Teil der bei einer Laufzeitverlängerung zu erwartenden Zusatzeinnahmen abschöpfen.

Das Kernbrennstoffsteuergesetz vom 8. Dezember 2010 trat am 1. Januar 2011 in Kraft. Am 7. Juni 2017 erklärte das Bundesverfassungsgericht die Kernbrennstoffsteuer für grundgesetzwidrig. Der Bund musste den Atomkraftwerk-Betreibern  mehr als 6 Milliarden Euro zurückzahlen.